# تورشتن گوتشوو
تورشتن گوتشوو (به آلمانی: Torsten Gütschow) بازیکن فوتبال و مهاجم اهل آلمان شرقی بود که از سال ۱۹۸۴ میلادی عضو تیم ملی فوتبال آلمان شرقی بوده‌است. وی در ۳ بازی ملی حضور داشته و در بازی‌های ملی‌اش ۲ گل به ثمر رساند. تورشتن گوتشوو آخرین بازی ملی خود را در سال ۱۹۸۹ میلادی انجام داد.
از باشگاه‌هایی که در آنها سابقه حضور دارد می‌توان به باشگاه فوتبال هانوفر اشاره کرد.